# New York Herald Waltz
New York Herald Waltz är en vals utan opustal av Johann Strauss den yngre. Den spelades första gången den 14 oktober 1894 i "Academy of Music" i New York.

## Historia
Tidningen New York Herald grundades 1835 av James Gordon Bennett den äldre från Skottland. Efter sin död 1872 efterträddes han av sonen James Gordon Bennett den yngre. 1894 firade Johann Strauss att det var 50 år sedan han debuterade som musiker och kompositör. Jubileet firades inte bara i Wien utan över hela världen. Strauss beundrare i USA bidrog med en magnifik och dyrbar lagerkrans i guld och silver. James Gordon Bennett den yngre eftersträvade och lyckades få en unik jubileumsgåva för sin tidning och sina läsare. Den 27 september 1894 skrev Johann Strauss sin namnteckning på ett papper med 24 takters musik. Gåvan var tillägnad tidningen och dedikationen löd: "Tillägnad Mr James Gordon Bennett med kompositörens lyckönskningar". Den 14 oktober 1894 (dagen före själva jubileet) publicerade New York Herald en faksimil av valsen och skrev, med en viss form av licentia poetica: "Denna charmiga melodi, komponerad på Valskungens jubileumsdag, kommer inatt framföras i Academy of Music av Victor Herbert, dirigent för Gilmores orkester". 
Valsen som Gordon Bennett hade fått var skriven för piano och saknade både inledning, slut och repriser. Valet av Herbert som arrangör kunde inte ha varit mer lyckosamt: åren 1880-81 hade Herbert varit cellist i Capelle Strauss under Eduard Strauss ledning, och hade därmed en initierad kunskap i Strauss instrumentering. Som tidningen antyder hade Herbert endast natten på sig att förbereda valsen för spelning. "Mr Herbert mottog manuskriptet först vid klockan halv sex igår [13 oktober 1894], men med energi och styrkevilja satte han igång med att orkestrera verket för kvällens konsert".
Den 15 oktober 1894 hyllade New York Herald konserten och konstaterade att New York Herald Waltz hade "varit en omedelbar succé. De behagfulla motiven, mycket effektivt arrangerade av Mr Herbert, charmade alla i publiken, och efteråt bröt en storm av applåder ut. Dirigenten bugade gång på gång men publiken var otröttlig och han fick ta om stycket på nytt. Inte heller då var publiken nöjd och ville ha mer, vilket fick Mr Herbert att än en gång bestiga dirigentpulten och spela stycket en tredje gång".
Herbert arrangemang försvann tyvärr och inte förrän 1967 gjordes ett nytt arrangemang av dirigenten Max Schönherr (1903-84). Den versionen spelades första gången den 21 april 1967 i slottet Hofburg i Wien.

### Strauss "amerikanska" valser
- Walzer-Bouquet No 1 (Fram till slutet identisk med Manhattan-Waltzes)
- Jubilee-Waltz
- Strauss' Autograph Waltzes *
- Strauss' Engagement Waltzes *
- Strauss' Centennial Waltzes *
- Strauss' Enchantement Waltz *
- Colliseum Waltzes *
- Farewell to America Waltz *
- Greeting to America Waltz *
- New York Herald Waltz
- Sounds from Boston Waltzes*
- Manhattan-Waltzes (Fram till slutet identisk med Walzer-Bouquet No 1)
- *= Upphovsmannaskap av Strauss är tveksamt.

## Om verket
Speltiden är ca 3 minuter och 18 sekunder plus minus några sekunder beroende på dirigentens musikaliska tolkning.